# Guerra di Otranto
La guerra di Otranto (o sacco di Otranto o battaglia d'Otranto) è stata un'operazione militare che ha comportato l'assedio, la conquista, il saccheggio e la successiva guerra di liberazione della città di Otranto fra il luglio del 1480 e il settembre del 1481, quando un grosso contingente ottomano attaccò la città salentina, allora appartenente al Regno di Napoli, sotto il dominio di re Ferrante d'Aragona. Lo sbarco avvenne su una spiaggia a nord di Otranto che prese il nome proprio da questo avvenimento e ancora oggi si chiama baia dei Turchi.

## Contesto storico
Le mire ottomane sull'Italia e il disegno dei turchi di ricostituire sotto il proprio dominio l'Impero Romano d'Oriente nella sua interezza erano ben noti alle diplomazie del tempo. Lo stesso sultano Maometto II, il conquistatore di Costantinopoli, si definiva Qaysar i Rum, ovvero Cesare dei Romani, reclamando il titolo ed anche gli antichi territori dell'antico impero. Di conseguenza il suo progetto personale era quello di riconquistare i territori del sud Italia che un tempo appartenevano agli imperatori bizantini e dei quali si riteneva l'erede di diritto, quindi di proseguire fino alla conquista di Roma, così da eliminare per sempre l’ingombrante figura papale, la sua influenza e le continue istigazioni alla guerra verso gli infedeli ottomani, quindi passare alla storia come il conquistatore del cuore della cristianità.
Le ragioni più pratiche e strategiche della scelta di attaccare il Salento furono però dovute ad altre evenienze. In primo luogo la consapevolezza della obsolescenza delle infrastrutture difensive di Terra d'Otranto che risalivano nel migliore dei casi al periodo federiciano e soprattutto le brame di indipendenza della regione salentina dal dominio napoletano. 
Negli anni fra il 1440 e il 1460 infatti, il Principe di Taranto Giovanni Antonio Orsini del Balzo aveva trasformato la Terra d’Otranto in un vero e proprio “Stato nello Stato”, con capitale a Lecce, dove il castello era stato trasformato in una vera e sfarzosa reggia che rivaleggiava con quella aragonese di Napoli. Vennero creati nel territorio una serie di meccanismi ed organismi amministrativi tipici di uno stato autonomo compresa una zecca. L'economia della regione venne trasformata potenziando a dismisura la produzione olearia a danno di quella cerealicola, scelta azzeccata che rese il Principe ricchissimo. Il tentativo di emancipazione da Napoli del Principe Orsini comportò un avvicinamento alle corte di Costantinopoli (ancora gli ottomani erano di là da venire) e uno spostamento politico verso l'Oriente, cosciente anche delle antiche e profonde vocazioni e tradizioni orientali del territorio e i forti e storici legami con Costantinopoli.
Maometto II, dopo qualche decennio, non esitò a sfruttare questi, seppur deboli, motivi per accampare un diritto di conquista di un territorio ritenuto suo per tradizione storica e farne una testa di ponte per la conquista dell'Italia. 

## Antefatto
A circa un trentennio dalla presa di Costantinopoli (1453), Maometto II disponeva di una flotta di primordine e di un esercito fra i più potenti  e tecnologicamente meglio attrezzati dell'epoca con artiglierie ritenute le migliori e più efficienti del periodo storico. L'Impero Ottomano era assolutamente in grado di attaccare l'Europa con buone possibilità di successo.
La spinta espansionistica ottomana comprese innanzitutto il controllo del Mediterraneo orientale e pose tra i suoi obiettivi l'isola di Rodi, amministrata dai Cavalieri Ospitalieri da oltre un secolo, che costituiva una spina nel fianco ai domini del sultano nell'Egeo.
Nel maggio del 1480, la flotta turca fece rotta su Rodi, il re Ferrante di Napoli inviò due navi ed armati in soccorso ai cavalieri gerosolimitani. Ordinò che le due galee battessero bandiera veneziana, affinché potessero raggiungere indisturbate l'isola. Tuttavia, la Repubblica di Venezia non soltanto s'accorse dello stratagemma ma, temendo ritorsioni da parte degli ottomani, si affrettò ad inviare a Costantinopoli una delegazione speciale affinché spiegasse al sultano l'inganno di Ferrante e ribadisse la neutralità di Venezia nel conflitto contro gli Ospitalieri.
Una seconda flotta fu approntata a Valona con la chiara intenzione di attaccare il regno di Napoli, il pretesto per l'attacco fu trovato in presunti diritti turchi sull'eredità dei principi di Taranto. Indipendentemente dalla manifesta volontà di realizzare il sogno di conquistare Roma, Maometto II intendeva anche vendicarsi contro il Re di Napoli per l'aiuto da questi fornito ai Cavalieri di Rodi.

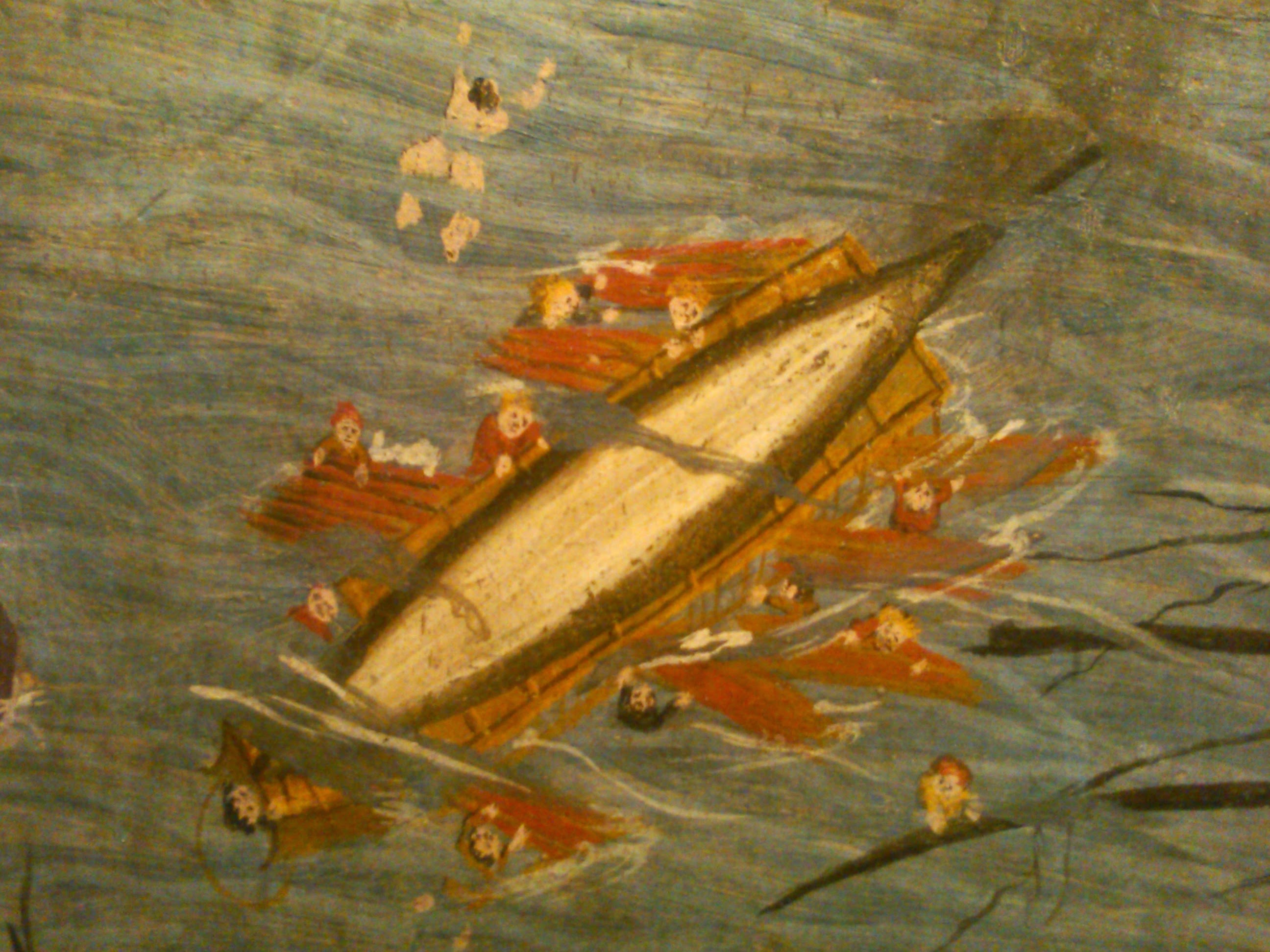
Dettaglio della sala della battaglia di Otranto del castello di Capua

La crisi italiana di quegli anni favoriva d'altronde i turchi. Gli Stati italiani, impegnati già da anni  nella cosiddetta Guerra dei Pazzi che vedeva impegnati contemporaneamente il Regno di Napoli, il Papato, la signoria medicea di Firenze, il Ducato di Milano e la città di Siena, non sarebbero stati in grado di approntare un esercito da contrapporre ai turchi in breve tempo. 
Venezia d'altro canto aveva appena concluso una pace con l'Impero Ottomano uscendo esausta da un sanguinoso conflitto durato ben 16 anni, la prima Guerra turco-veneziana, e non intendeva in alcun modo contrastare gli Ottomani proclamando la propria assoluta neutralità. Per altri versi la Serenissima aveva mire espansionistiche verso le coste ed i porti pugliesi e un attacco al Regno meridionale poteva anche essergli congruo rispetto a detti piani. Piani che puntualmente mise in atto qualche anno dopo con l'attacco a Gallipoli del 1484 nel contesto della Guerra di Ferrara (1482-1484). 
In questo caotico scenario venne concepito il piano turco di attaccare l'Italia meridionale invadendo il Salento.  

## L'arrivo dell'armata turca
La flotta turca attraversò il canale d'Otranto fra il 26 e il 27 luglio e la mattina del 28 luglio 1480 era davanti a Otranto.
Alcuni cronisti riportano che l'obiettivo originario fosse il porto di Brindisi e che la flotta si ritrovò ad Otranto a causa di un forte vento da nord che fece cambiare rotta alle navi turche.
Otranto era una città fiorente, una delle porte commerciali d'Italia verso l'Oriente ma assai mal fortificata e non adeguata a sostenere un attacco della portata che si configurava con l'attacco di una flotta che nel racconto dei cronisti contava fra le 150 e le 200 navi fra le quali con relativa certezza si ha notizia di 90 galee, 40 galeotte e altre 20 navi appoggio. Il sistema difensivo otrantino era obsoleto, basato sulle mura bizantine della città, risalenti al X secolo, e sul castello di età federiciana costruito a picco sul mare ma vecchio di oltre secoli e inadatto a sostenere un assedio massiccio e con armi moderne.
Le stime riguardo al numero di navi e del relativo numero di armati varia molto negli scritti dei cronisti ma è ragionevole calcolare fra i 18.000 e i 25.000 uomini l'entità originaria dell'esercito ottomano con l'appoggio di 500 cavalieri, numeri sui quali la maggior parte delle fonti sembrano convergere.  
L'armata era comandata da Gedik Ahmet Pascià, un esperto comandante di origine albanese e già  'Sanjak-bey', ovvero governatore, del Sangiaccato di Avlona.
L'invasione ebbe inizio lo stesso 28 luglio, presso i laghi Alimini, i turchi sbarcarono nella zona oggi chiamata baia dei Turchi inutilmente contrastati dalla guarnigione otrantina che riuscì ad impegnare in scaramucce e scontri i primi contingenti di soldati sbarcati ma che furono in poco tempo sopraffatti dalle ondate successive. Le cronache parlano di un immediata richiesta di resa della città inoltrata agli otrantini con un ambasciatore e da essi rifiutata e di un secondo ambasciatore latore di un ultimatum che fu ucciso ancora prima di potersi avvicinare alle mura della città. 

## L'assedio
Il 29 luglio Ahmet Pascià comincia l'assedio. La guarnigione e tutti gli abitanti abbandonarono il borgo e si trincerarono nella cittadella fortificata mentre alcuni messaggeri venivano inviati a Lecce e a Napoli con la richiesta di aiuto immediato e di rinforzi. La guarnigione locale era forte di un numero di armati stimati in qualche centinaio uomini comandati dal capitano Francesco Zurlo e sui circa 3000 uomini, praticamente tutti gli abitanti maschi adulti della città, armati alla meno peggio con poche e antiquate armi. La città non era dotata di artiglieria pesante ma solo di cannoncini di piccolo calibro e corta gittata. 
L'artiglieria pesante ottomana invece era ragguardevole per quantità e qualità e soprattutto per la grandezza dei calibri di 7 bombarde “di dimensioni incredibilmente grandi”, scrissero i cronisti, ed eccezionali per l'epoca, che permisero ai turchi di bombardare la cittadella restando a debita distanza di sicurezza. Ai bombardamenti seguivano ondate di assalti nel tentativo di scalare le mura o di penetrare in qualche breccia procurata dai cannoni. L'assedio durò 15 giorni dove sia la guarnigione che la popolazione subirono pesanti perdite infliggendo di converso altrettante perdite ai turchi durante gli assalti alle mura ed aspettando rinforzi che però erano destinati a non arrivare in tempo.

## La caduta della città
Il 9, il 10 e l’11 agosto gli ottomani sferrarono tre potenti assalti alla città. I primi due fallirono ma il terzo ebbe successo portando lo scontro all’interno della città. L'11 agosto infatti i turchi entrarono nella cittadella fortificata attraverso una breccia che le artiglierie avevano procurato nel settore detto della "Porticella", il più piccolo ingresso a Otranto posto sul lato nord-est delle mura. A poco valse l'estrema difesa delle ultime truppe della guarnigione rimaste e guidate da Francesco Zurolo (o Zurlo) che morì sulla breccia insieme al figlio e da Giovanni Antonio Delli Falconi, nonché della milizia cittadina. In poche ore di combattimenti strada per strada i turchi ebbero la meglio mentre gli ultimi combattenti otrantini sopravvissuti si trincerarono prima nella piazza antistante la cattedrale per un'ultima difesa e poi nella cattedrale stessa che fu espugnata in poco tempo. I turchi trucidarono i religiosi presenti compreso il vescovo Pendinelli (o Agricoli secondo altre fonti) che fu impalato e poi decapitato e uccisero o trassero prigionieri tutti i sopravvissuti, in gran parte vecchi, donne e bambini. 

### Il saccheggio di Otranto
Nelle cronache dell'epoca i racconti della strage che operarono i turchi ai danni della popolazione otrantina ebbero eco in tutta Italia rimbalzando anche verso le corti europee. 
Tutti i maschi maggiori di quattordici anni furono uccisi, tutti i più giovani e le ragazze giovani furono imbarcati e condotti in Turchia per essere venduti come schiavi, i bambini troppo piccoli vennero sgozzati insieme alle proprie madri “strappati dal seno delle madri e in parte sgozzati, in parte trafitti”, come ci descrive il cronista contemporaneo agli eventi Antonio De Ferraris nel suo De situ Iapygiae, le gestanti uccise, le donne violentate come era costume di quell'epoca ed anche di quelle successive.
Dei circa 6.000 abitanti che contava la città ne rimasero alla fine solo alcune centinaia, in numero di 813 riporta sempre il De Ferraris che fa un resoconto completo e preciso degli avvenimenti che vennero decapitati o orrendamente mutilati a colpi di scimitarra su un colle adiacente la città detto "della Minerva" dove “gli ottocento uomini scampati alla strage perché fatti prigionieri o perché feriti o ammalati, furono condotti fuori dalla città e trucidati tutti sotto gli occhi del crudelissimo comandante barbaro e si incoraggiavano a morire l’un l’altro”.
Le ossa dei decapitati sono in gran numero ancora conservati in sette armadi di legno collocati nella Cappella dei Martiri, ricavata nell'abside destro dell'attuale cattedrale di Otranto. Sul Colle della Minerva verrà in seguito costruita una chiesetta a loro dedicata, Santa Maria dei Martiri. Alcune ossa furono portate a Napoli già da re Alfonso d'Aragona nel 1490. Detti martiri, oggetto di culto locale da allora fino ai giorni nostri, sono stati beatificati nel 2013 da Papa Francesco.
Il perché di un simile eccidio, non comune nemmeno nelle cronache ottomane, è stato oggetto di discussione fra gli storici, che al di là delle tesi religiose che spiegavano l'evento con il rifiuto di abiurare il cristianesimo, per la maggior parte sono addivenuti alla conclusione che bisognava instillare il terrore e un senso di impotenza e la percezione dell'invincibilità ottomana nella psiche degli avversari per fiaccarne lo spirito combattivo.

## I mesi di occupazione
I Turchi, occupata Otranto, la utilizzarono come base per scorrerie in tutta la Puglia fino al Gargano. La reazione napoletana fu lenta e l'esercito ancora impegnato nella guerra nel nord Italia non era in grado di sganciare un contingente sufficiente a contrastare l'armata turca. I turchi per circostanze non ben chiare, probabilmente per la difficoltà di arrivare in forze all'imbocco della via Appia a Brindisi data la presenza sul tragitto di cittadelle fortificate ma sicuramente anche per le perdite subite, si limitarono a larghe incursioni e razzie via terra su tutto il territorio salentino ed anche oltre verso la provincia di Taranto ma limitandosi ai piccoli centri privi di grandi fortificazioni ed evitando le grandi piazzeforti come Gallipoli o la stessa Taranto e preferendo la ricostruzione delle opere difensive di Otranto da usare evidentemente come testa di ponte fortificata in vista di un'avanzata ulteriore verso il nord della Penisola Italiana con l'arrivo della buona stagione successiva e di ulteriori rinforzi. Ahmet Pascià attaccò anche Vieste, sul Gargano con un terzo circa della flotta e delle forze a sua disposizione ed anche in quei luoghi operò distruzioni e razzie. 
I napoletani intanto avevo radunato una flotta a Messina con la partecipazione anche di legni catalani e siciliani mentre l'esercito impegnato in Toscana, chiuso un frettoloso armistizio, si apprestava a scendere a sud verso Otranto. In verità la flotta messinese intendeva partire al più presto e già verso il 20 agosto 1480 si erano finiti i preparativi. Ancora il 14 agosto il cronista Nicolò Sadoleto scriveva che l’armata napoletana «se parterebe domano, che al presente insieme […] sono 12 nave grosse, tre galiaze, 16 galee, cum molti altri navilii»  senonché la notizia della caduta della città, arrivata dopo diversi giorni dall'avvenimento e le prime notizie sull'entità della flotta ottomana, sconfortò non poco i comandanti della spedizione e li convinse a rallentare le operazioni per una migliore preparazione ed aspettare ulteriori navigli.
I comandanti italiani non avevano compreso l'entità dell'invasione e della flotta turca abituati com'erano a vedere incursioni da parte di corsari tunisini con naviglio veloce ma leggero e di piccola stazza. Ed i piccoli Stati italiani senza Venezia e Firenze, avevano molto sottovalutato la capacità turca di ammodernarsi e costruire navi di grande cabotaggio pesantemente armate e difficilmente sarebbero stati in grado di affrontare la flotta turca alla fonda ad Otranto.
Quando si capirono le enormi dimensioni della spedizione ottomana il panico si diffuse in tutta Italia. 
In ogni caso la flotta messinese partì per Otranto e nei giorni e settimane successive cerco di impegnare la flotta turca in combattimento ma senza alcun successo. Le poche scaramucce in mare finirono con la fuga delle navi siciliane. I problemi dovuti alla sottovalutazione delle forze turche si presentarono in tutta la loro gravità. Agli inizi di ottobre del 1480 la flotta dovette rientrare in Sicilia al riparo di porti amici per la pausa invernale.  
In ottobre il comandante turco decise di rientrare con parte delle navi e delle truppe sulla sponda ottomana dell'adriatico, probabilmente per rifornirsi di mezzi e materiali e far riposare le truppe durante l'inverno in Albania lasciando a Otranto una guarnigione ben nutrita con 6.500 fanti e circa 400 cavalieri. Le navi da carico turche fecero la spola con l'Albania portando armi e rifornimenti alla guarnigione otrantina. 
Per per tutto l'inverno il terrore in Italia fu altissimo e proliferarono le voci di un abbandono di Roma da parte del papa Sisto IV che, assai preoccupato per la situazione, concluse la pace con Firenze che si salvò in questo modo da una disastrosa sconfitta e, fattosi promotore di una tregua tra i vari Stati italiani, pubblicò una bolla con il bando di crociata dove invitò tutti i principi cristiani. Il Papato costituiva così un'alleanza composta da Genova e Firenze, il re d'Ungheria già genero del re di Napoli e i duchi di Milano e Ferrara che avrebbero dato supporto all'esercito napoletano. Firenze e Venezia invece si rifiutarono di mandare proprie truppe. 

## Arrivo a Otranto dell'esercito napoletano
Già nel febbraio del 1481 buona parte delle truppe napoletane si erano già posizionate nei dintorni di Otranto dove il quartier generale fu stabilito nella cittadella fortificata di Sternatia a poca distanza da Otranto. Al comando delle truppe il duca di Calabria, futuro re di Napoli, Alfonso d'Aragona coadiuvato da  Giulio Antonio Acquaviva, conte di Conversano che peraltro rimase ucciso in uno dei primi scontri con l'esercito turco. 
Intanto il comandante turco Ahmed Pascià era già rientrato ad Otranto nel mese di gennaio portando con sé vettovaglie e munizioni.
Notizie circa l'entità delle forze presenti in Otranto arrivavano da fonti disparate dove si testimoniava che nella rada di Otranto erano accampati nel gennaio del 1481 dalle 10.000 alle 15.000 persone in tende e padiglioni con circa 2.000 cavalli e alla fonda si vedevano circa 40 navi pesanti, mentre da Valona si aspettavano per marzo altre 100 galee.
Nelle settimane successive si costruirono le macchine d'assedio con l'aiuto del "mastro ingegnere" Ciro Ciri inviato appositamente dal Duca di Urbino e si pose l'assedio da terra alla città con un esercito che contava già circa 15.000 fanti e 3.000 cavalieri ai quali si era aggiunto un contingente di cavalieri inviati dal re d'Ungheria.  
L'arrivo della flotta per completare l'assedio dal mare però tardò ancora qualche mese anche per le discordie all'interno della Lega voluta dal Papa. Firenze remava peraltro contro dove Lorenzo de' Medici, che aveva dovuto accettare una tregua che aveva sì salvato Firenze dalla sconfitta ma al prezzo di notevoli perdite territoriali, scriveva che avrebbe preferito cadere "ne le mane del Turcho che lassare le sue terre ne le mani de' Senesi et de li loro nimici". L'ambasciatore veneziano a Roma, nei confronti di Alfonso Re di Napoli diceva che "tuta Italia ha ad esser obligata al Turcho, perché s'el non havesse dato impaxo ad questo Re, sua M.tà serìa signore de Sena, et intendeva de farse Re de Italia". Intendendo le mire napoletane ad una unificazione italiana sotto la dinastia meridionale. Una delle tante occasioni sprecate, peraltro, per una unità italiana. 
Alcuni studiosi ipotizzano peraltro un segreto coinvolgimento di Firenze e Venezia nell'invasione turca all'interno delle strategie dei principati in un conflitto tutto italiano e per la supremazia in Italia.
In ogni caso il Papa aveva armato una flotta di 25 galee e altre 24 le fornì la Repubblica di Genova sempre finanziate dal Papato mentre alcune altre unità navali furono concesse dal Portogallo. La flotta papalino-genovese-portoghese fu affidata al nobile genovese Paolo Fregoso che si andò ad riunire con la flotta napoletana comandata dall'ammiraglio Galeazzo Caracciolo, ma solo il 4 luglio 1481 le due flotte riunite salparono alla volta di Otranto. 

## La morte di Maometto II
Otranto fu cinta completamente sia da terra che dal mare dalle forze napoletane solo verso il 10 di luglio.  Ma un evento scompigliò le sorti di quella che si prefigurava come una guerra lunga e difficile: la morte del Sultano Ottomano Maometto II avvenuta già il 3 maggio 1481. La morte del sultano scatenò una guerra di successione fratricida fra i due figli del regnante Bayezid e Cem che sfociò in una vera e propria guerra civile in pochi mesi. 
Sta di fatto che dopo una lunga serie di scaramucce lo scontro frontale fra napoletani e i turchi ancora ignari della morte del proprio Sultano, si ebbe il 23 agosto 1481. La battaglia di terra fu violentissima causando pesanti perdite a tutti e due gli schieramenti dove i napoletani e il contingente ungherese riuscirono ad arrivare in cima alle mura della cittadella prima di ritirarsi per un contrattacco turco, mentre la flotta turca cercava di forzare il blocco della flotta della coalizione. 
I furiosi combattimenti si protrassero per giorni sia per terra che per mare dopodiché i turchi chiesero una tregua per negoziare. Durante la tregua fu consentito ad una delegazione di turchi, accompagnati da due cavalieri napoletani di rientrare a Valona per appurare l'effettiva morte del loro sultano, notizia che non era ancora pervenuta nella Otranto assediata.
Saputa la notizia della effettiva morte del loro sovrano e della impossibilità di richiedere rinforzi dalla madre patria il 10 settembre 1481 Ahmet Pascià accettò una resa dignitosa e riconsegnò la città al Duca Alfonso di Calabria con tutte le munizioni, i cannoni e i cavalli, in cambio della possibilità di ritirarsi con la flotta a Valona con le truppe superstiti.
L'esercito napoletano entrando in Otranto vi trovò solo un cumulo di macerie e circa 300 superstiti otrantini, quasi tutte donne usate dalle truppe turche per i servizi a sostegno dell'enorme guarnigione e allo sfogo degli istinti della truppa. 
La città non si riprese mai più dal tragico evento e perse lentamente importanza a favore della più interna e meglio difesa Lecce e in favore dei porti di Brindisi e Gallipoli per quanto riguardava i traffici commerciali. Il Castello fu ricostruito e potenziato più volte fino a diventare un maestoso esempio di architettura militare con le modifiche e gli ingrandimenti portati a termine fra il 1535 e il  1578 e la Cattedrale, trasformata dai turchi in una moschea, fu restaurata e la facciata ricostruita e ancora oggi rappresenta con il suo antico mosaico pavimentale uno splendido esempio di architettura bizantino-romanica.
La minaccia turca rimase ben presente fino alla fine del XVII sec. e il Regno di Napoli si dotò di una complessa rete di castelli e torri di avvistamento costiere per scongiurare nuove invasioni e tragedie. 
La regione si continuò a denominare Terra d'Otrando per secoli e fino a tempi moderni ma della città che fu Otranto nel pieno del suo splendore non c'era più traccia ed ancora oggi è un comune con poco più di 5.000 abitanti, molti meno di quanti non ne avesse prima dell'invasione turca.  

## Commento storico
L'invasione dell'Italia con l'attacco ad Otranto rappresenta uno dei momenti iniziali ma salienti dello scontro fra l'Impero Ottomano e gli Stati Europei che durò secoli e con alterne fortune. Ma come si poté arrivare a subire un'invasione senza averne avuto alcun sentore? Come fu possibile che una città, ritenuta comunque fortificata, cadesse rovinosamente in appena 15 giorni e che i soccorsi arrivassero così in ritardo da permettere l'eccidio della popolazione e la completa distruzione di uno dei capoluoghi del regno meridionale?
Molti studiosi hanno affrontato l'argomento dando letture tutto sommato relativamente concordi.  
Le conclusioni più accreditate fra gli storici e qui riassunte ritengono che gli aragonesi fino alla presa della città avevano optato una scelta strategica e geopolitica del tutto errata. Essa scelta troppo legata a una linea di centralismo del Mediterraneo occidentale sottovalutando quanto avveniva invece nel Mediterraneo orientale e sottovalutando soprattutto la possente spinta ottomana verso occidente che aveva già prodotto pochi decenni prima la caduta di Costantinopoli, ritenuta fin a quel momento una città imprendibile. 
Il re di Napoli Ferrante sottovalutò anche le voci presso le diplomazie italiane circa una possibile aggressione ottomana ritenendole delle falsità propalate dai propri avversari per distrarlo dai suoi disegni di dominio nella penisola. Era così convinto delle proprie scelte che aveva ritirato da Otranto circa 200 armati poco prima dell'attacco turco per impiegarli nella guerra in Toscana. Inoltre le operazioni d’ammodernamento delle vecchie fortezze di Terra d’Otranto, pur previste nei progetti del re e in parte iniziate, procedevano a rilento per la mancanza di fondi che venivano assorbiti dalle guerre in nord Italia, come dimostrato dallo stato delle difese otrantine che crollarono sotto i colpi di cannoni così grandi che gli italiani e gli europei non sapevano nemmeno esistessero. Una tecnologia metallurgica quella degli ottomani che li portò nei secoli ad conquistare territori immensi ed arrivare fino alle porte di Vienna.   
Parlando dei rinforzi esterni che arrivarono faticosamente e tardivamente a soccorso di una città che era già morta al loro arrivo, non è difficile per gli storici individuare nella endemica frammentazione e rivalità  fra i piccoli Stati italiani dell'epoca le ragioni di una debolezza intrinseca che prestava il fianco a facili e devastanti invasioni straniere.

## Conseguenze
Gedik Ahmet Pascià non abbandonò mai del tutto il suo sogno di conquiste nella penisola. Più volte chiese al nuovo sultano Bayezid II di ottenere il comando di una nuova armata per attaccare l'Italia ma rimase invischiato nella lotta per il potere che per anni segui la morte di Maometto II e alla fine fu assassinato a Edirne in Turchia il 18 novembre 1482, appena un anno dopo la sua sconfitta ad Otranto, sembra su ordine dello stesso Sultano.
Il Papato dopo la riconquista di Otranto avrebbe voluto che le truppe napoletane e la lega navale coalizzata continuassero la guerra invadendo l'Albania. I disegni papali però non ebbero gran seguito e i principi italiani promisero molto e mantennero molto poco presi com'erano da dissidi e guerre interne alla Penisola ed anche alcuni monarchi europei che pure avevano dato la propria adesione alla crociata voluta dal Papa si defilarono in seguito a disordini interni ai propri domini. 
L'Impero Ottomano non rinunciò alle sue mire di conquista in Europa ma non scelse mai più la via italiana ed abbandonò lo storico disegno della conquista di Roma. Dopo il tentativo del 1480 i turchi non provarono mai più a invadere l’Italia, sia perché impegnati su altri fronti sia perché nel corso dei successivi decenni la Terra d’Otranto venne letteralmente trasformata in un “bastione della cristianità” attraverso un complesso processo di costruzione e ammodernamento delle fortezze. In breve tempo decine di cittadine grandi e piccole si dotarono di fortificazioni, gli insediamenti rurali si trasformarono in masserie fortificate, le coste furono dotate progressivamente di decine di torri per l’avvistamento, le città principali si dotarono di mura e castelli imponenti e adeguati ai progressi tecnologici del tempo in campo bellico e molto difficilmente espugnabili.

## Nella cultura di massa
Letteratura
Le vicende della battaglia vennero narrate in varie opere da:
- Giuseppe Castiglione in Rinnegato salentino ossia i martiri d'Otranto. Racconto storico del secolo XV (1839);
- Giuseppe Trecca nel dramma storico in cinque quadri I Martiri di Otranto. Il più fulgido episodio della storia d'Italia (1955);
- Maria Corti nel romanzo L'ora di tutti (1962);
- Carmelo Bene nel romanzo, nell'opera teatrale e nel film Nostra Signora dei Turchi (1966);
- Rina Durante nella versione sceneggiata Il sacco di Otranto;
- Franco Baldi e Giovanni Ballati nel fumetto Gli 800 Martiri – La presa di Otranto (2017).